# Gaius Julius Solinus
Solinus, a Kr. u. 4. században élt, és 400. január 1-jén meghalt római író.

## Élete és műve
Plinius Naturalis historiája és Pomponius Mela nyomán egy kivonatos földrajzot állított össze Collectanea rerum memorabilium cím alatt, amely különben későbbi átdolgozásban polyhistor címet is visel. A minden tekintetben jelentéktelen munka Oclatianius Adventusnak van ajánlva, aki consul volt 218-ban.